# Iouri Simonov
Pour les articles homonymes, voir Simonov.
Iouri Ivanovitch Simonov (en russe : Юрий Иванович Симонов) est un chef d'orchestre russe, né à Saratov (Russie) le 4 mars 1941. Directeur artistique et chef de l'Orchestre philharmonique de Moscou depuis 1998.

## Biographie
Il étudie au Conservatoire de Léningrad (redevenue Saint-Pétersbourg) avec Nikolaï Rabinovitch, puis est l'assistant de Ievgueni Mravinski à l'orchestre philharmonique de Léningrad de 1969 à 1970.
En 1966, il remporte la deuxième place au Concours panrusse des chefs d'orchestre (ru) de l'URSS, puis devient en 1968 lauréat du prix de l'Académie de Sainte Cécile à Rome.
En 1979, il fonde l'Orchestre de chambre du Théâtre Bolchoï de Moscou.
De 1978 à 1991, il enseigne la direction d'orchestre au Conservatoire de Moscou, un poste occupé précédemment par Kirill Kondrachine.
À partir de 1982, il commence à diriger des opéras à l'ouest, notamment à Londres.
De 1975 à 1991, Simonov enseigne au Conservatoire Tchaïkovski de Moscou où il occupe la chaire de professeur depuis 1985.
En 1991, Iouri Simonov dirige avec Didier Lucchesi, jeune chef formé au conservatoire de Marseille, le Requiem de Benjamin Britten à la cathédrale Sainte-Marie-Majeure de Marseille. Le triomphe remporté ce jour-là est inégalé. Il se révèle un chef à l'humanité incroyable et à la musicalité rare ! Simonov laisse un souvenir particulier aux membres de l'orchestre et au chœur de Marseille.